# Frank Plummer
Plummer Francis Allan OC OM FRSC (2 tháng 12 năm 1952 - 4 tháng 2 năm 2020) là một nhà khoa học, nhà nghiên cứu học thuật và HIV / AIDS người Canada. Ông là "một chuyên gia được công nhận trong các bệnh truyền nhiễm có công việc ảnh hưởng đến chính sách y tế công cộng ở Canada và nước ngoài". Ông là Giáo sư danh dự về Y học và Vi sinh Y học tại Đại học Manitoba và Tổng Giám đốc Khoa học, Phòng thí nghiệm Vi sinh Quốc gia, Cơ quan Y tế Công cộng Canada. Từ năm 1984 đến năm 2000, ông làm việc tại Nairobi, Kenya để nghiên cứu các bệnh lây truyền qua đường tình dục. Trong thời gian ở Kenya, nghiên cứu của ông đã mô tả dịch tễ học dị tính của HIV và vai trò của cắt bao quy đầu ở nam giới trong việc giảm nguy cơ nhiễm HIV ở nam giới. Trong khi tại Phòng thí nghiệm Vi sinh Quốc gia, ông đã lãnh đạo phòng thí nghiệm Canada phản ứng với SARS, đại dịch cúm H1N1 và giám sát sự phát triển của vắc-xin VSV EBOV thành công trong điều trị sốt xuất huyết do virus Ebola. Tiến sĩ Plummer đang làm việc để phát triển vắc-xin HIV  tại thời điểm ông qua đời và được cho là người đầu tiên ở Bắc Mỹ nhận DBS (kích thích não sâu) để điều trị rối loạn sử dụng rượu, trong một thử nghiệm.

## Vinh danh
Năm 2006, ông được trao Huân chương Canada. Năm 2009, ông được bầu làm Thành viên của Hội Manitoba vì được công nhận là "một bác sĩ-nhà khoa học và chuyên gia nổi tiếng quốc tế về các bệnh truyền nhiễm có đóng góp đáng kể cho sức khỏe toàn cầu". Năm 2014, ông được trao giải Killam cho nghiên cứu về AIDS. Vào năm 2012, ông đã được trao tặng Huân chương McLaughlin của Hiệp hội Hoàng gia Canada, được trao tặng "cho nghiên cứu quan trọng về sự xuất sắc bền vững trong khoa học y tế". Ông là người nhận giải thưởng Gairdner Wightman của Canada năm 2016. Cũng như nhiều giải thưởng khác. Tiến sĩ Plummer có bằng danh dự của Đại học Calgary, Đại học McMaster và Đại học Windsor.

## Nguyên nhân tử vong
Ông chết do đau tim, được vợ ông Jo Kennelly đưa ra trong một tweet .